# Yuni Hu
Yuni Hu är en sjö i Kina. Den ligger i provinsen Hubei, i den centrala delen av landet, omkring 230 kilometer sydväst om provinshuvudstaden Wuhan. Yuni Hu ligger 29 meter över havet. Arean är 16,0 kvadratkilometer. Trakten runt Yuni Hu består till största delen av jordbruksmark. Den sträcker sig 12,6 kilometer i nord-sydlig riktning, och 7,9 kilometer i öst-västlig riktning.
Genomsnittlig årsnederbörd är 1 563 millimeter. Den regnigaste månaden är maj, med i genomsnitt 235 mm nederbörd, och den torraste är december, med 28 mm nederbörd.